# Paraephydra stauros
Paraephydra stauros är en tvåvingeart som beskrevs av Wayne N. Mathis 2008. Paraephydra stauros ingår i släktet Paraephydra och familjen vattenflugor. Inga underarter finns listade i Catalogue of Life.